# Damalis erijthrophthalmus
Damalis erijthrophthalmus là một loài ruồi trong họ Asilidae. Damalis erijthrophthalmus được Doleschall miêu tả năm 1858.